# Línea 4 del Trolebús de la Ciudad de México
La Línea 4 del trolebús de la Ciudad de México anteriormente conocida como Línea G , recorre la ciudad de oriente a poniente, sobre las calles Norte 172, Oriente 172, Norte 13, la calzada Ignacio Zaragoza, la Avenida Boulevard Puerto Aéreo, la Avenida Río Consulado, la Avenida 503, la calle 503, la Avenida 506, la Ángel Albino Corzo, Noé, la Avenida Alfredo Robles Domínguez, la Avenida Cuitláhuac, la Avenida Camarones, 16 de Septiembre, Manuel Acuña, la Avenida Aquiles Serdán, 22 de Febrero, Castilla Oriente, Avenida De Las Culturas, Cultura Norte, Campo Bello y Avenida El Rosario.
El horario es de lunes a sábado de 05:00 h a 00:00 h y domingo de 6:00 h a 23:30 h, esto con un costo de $4.00 pesos. La ruta tiene una longitud de 44.9 km.

## Estaciones
| Paradas en sentido Oriente a Poniente: - Metro Boulevard Puerto Aéreo - Norte 13 - Norte 25 - Terminal Aérea - Av. del Peñón - Morelos - Oceanía - Calle 549 - Av. 535 - Calle 525 - Calle 509 - Av. 506 - 3a Cda. Av. 503 - Deportivo Francisco Zarco - Norte 92 - Norte 84-A - Eduardo Molina - Norte 72-A - Norte 70 - Congreso de la Unión - Norte 58 - FF. CC. Hidalgo - Graciela - Calzada de Guadalupe - Calzada de los Misterios - Buen Tono - Real del Monte - Norte 1-G - Calz. Vallejo - Calle 28 - Central Sur - Calle 12 - Av. Jardín - Av. Ceylán - Cerdeña - Plan de San Luis - Av. Nueces - Platanales - Glorieta de Camarones - Salónica - Norte 87 - 2a Cda. de Tula - 22 de Febrero - Minerva - Nueva Jerusalén - Ahuacatitla - Zaragoza - Andalucía - FF. CC. Nacionales - Santo Domingo - 16 de Septiembre - Metro Aquiles Serdán - Sauces - Ahuehuetes - Tierra Indómita - C. C. H. Azcapotzalco - Tierra Nueva - Av. del Rosario - Hacienda El Rosario - Osa Mayor - Renacimiento - Alfareros - Cultura Náhuatl - Hidrógeno - Carbono - Bachilleres 1 - Aztacalco - Depósito El Rosario - Av. de los Ángeles - Tierra Negra - El Rosario | Paradas en sentido Poniente a Oriente: - El Rosario - Av. de las Culturas - Mecánicos - Pescadores - Cultura Náhuatl - Alfareros - Av. Aquiles Serdán - Rancho San Juan de Dios - Hacienda de Sotelo - C. C. H. Azcapotzalco - Puente de Guerra - Zempoaltecas - Metro Aquiles Serdán - Centéotl - Santo Domingo - FF. CC. Nacionales - Hidalgo - Camarones - Av. Azcapotzalco - 22 de Febrero - Nubia - Salónica - Glorieta de Camarones - Av. Cuitláhuac - Piña - Plan de San Luis - Ferrocarril Central - Av. Ceylán - Av. Jardín - Calle 12 - Central Sur - Calz. Vallejo - Auer - Real del Monte - Buen Tono - Calzada de los Misterios - Calzada de Guadalupe - Graciela - FF. CC. Hidalgo - Norte 54-A - Congreso de la Unión - Norte 66-A - Norte 72-A - Eduardo Molina - Norte 84 - Norte 92 - Av. 503 - Calle 509 - Pekín - Formosa - Oceanía - Transvaal - Persia - Av. del Peñón - Norte 37 - Norte 33 - Norte 25 I - Norte 25 II - Norte 21 - Norte 17 - Norte 13 - Oriente 180 - Bld. Puerto Aéreo - Clínica 14 IMSS - Plaza Aeropuerto - Metro Boulevard Puerto Aéreo |

## Sitios de interés cerca de la línea
- Plaza Comercial Blvd. Puerto Aéreo
- Clínica 14 IMSS
- Parque Fortino Serrano
- Hospital Pediátrico Moctezuma
- Aeropuerto Internacional de la Ciudad de México (Benito Juárez)
- Cerro del Peñón, Deportivo Oceanía, Deportivo Francisco Zarco
- Mercado Río Blanco
- Parque Graciela
- Centro Com. Cuitláhuac
- Estación de Bomberos Comandante Agustín Pérez
- Alcaldía Azcapotzalco
- Colegio de Bachilleres No.1 El Rosario
- Depósito El Rosario S.T.E.
- Clínica 33 I.M.S.S.
- CETIS 33
- Parque Tezozómoc
- Escuela Normal Superior de México
- Museo Tecnológico I.P.N.
- C.C.H. Azcapotzalco
- Facultad de Odontología U.N.A.M.
- Clínica 13 I.M.S.S.[1]